# Fluviopupa
Fluviopupa is een geslacht van weekdieren uit de klasse van de Gastropoda (slakken).

## Soorten
- Fluviopupa adkinsi Zielske & Haase, 2014
- Fluviopupa bakeri Zielske & Haase, 2014
- Fluviopupa brevior (Ancey, 1905)
- Fluviopupa bula Zielske & Haase, 2014
- Fluviopupa daunivucu Haase, Ponder & Bouchet, 2006
- Fluviopupa derua Haase, Ponder & Bouchet, 2006
- Fluviopupa drau Zielske & Haase, 2014
- Fluviopupa dromodromo Zielske & Haase, 2014
- Fluviopupa dumontdurvilli Zielske & Haase, 2014
- Fluviopupa erromangoana Zielske & Haase, 2014
- Fluviopupa espiritusantoana Haase, Fontaine & Gargominy, 2010
- Fluviopupa forsteri Zielske & Haase, 2014
- Fluviopupa freswota Zielske & Haase, 2014
- Fluviopupa gracilis (Iredale, 1944)
- Fluviopupa herminae Zielske & Haase, 2014
- Fluviopupa irinimeke Haase, Ponder & Bouchet, 2006
- Fluviopupa kessneri Ponder & Shea, 2014
- Fluviopupa korobebe Zielske & Haase, 2014
- Fluviopupa lailai Zielske & Haase, 2014
- Fluviopupa lali Haase, Ponder & Bouchet, 2006
- Fluviopupa lalinimeke Haase, Ponder & Bouchet, 2006
- Fluviopupa malekulana Zielske & Haase, 2014
- Fluviopupa mekeniyaqona Haase, Ponder & Bouchet, 2006
- Fluviopupa mekewesi Haase, Ponder & Bouchet, 2006
- Fluviopupa melissae Haase, Fontaine & Gargominy, 2010
- Fluviopupa minor Starmühlner, 1970
- Fluviopupa moolae Zielske & Haase, 2014
- Fluviopupa nagodro Zielske & Haase, 2014
- Fluviopupa namosi Zielske & Haase, 2014
- Fluviopupa narii Haase, Fontaine & Gargominy, 2010
- Fluviopupa pascali Haase, Fontaine & Gargominy, 2010
- Fluviopupa pentecostata Zielske & Haase, 2014
- Fluviopupa pikinini Zielske & Haase, 2014
- Fluviopupa priei Haase, Fontaine & Gargominy, 2010
- Fluviopupa pupoidea Pilsbry, 1911
- Fluviopupa ramsayi (Brazier, 1889)
- Fluviopupa raradamu Zielske & Haase, 2014
- Fluviopupa riva Zielske & Haase, 2014
- Fluviopupa savuione Zielske & Haase, 2014
- Fluviopupa seasea Haase, Ponder & Bouchet, 2006
- Fluviopupa smolwan Haase, Fontaine & Gargominy, 2010
- Fluviopupa snel Haase, Fontaine & Gargominy, 2010
- Fluviopupa tangbunia Zielske & Haase, 2014
- Fluviopupa tanuloa Zielske & Haase, 2014
- Fluviopupa tasmani Zielske & Haase, 2014
- Fluviopupa titusi Haase, Fontaine & Gargominy, 2010
- Fluviopupa torresiana Haase, Fontaine & Gargominy, 2010
- Fluviopupa uka Zielske & Haase, 2014
- Fluviopupa vakalevu Zielske & Haase, 2014
- Fluviopupa vakamalolo Haase, Ponder & Bouchet, 2006
- Fluviopupa vatukuca Zielske & Haase, 2014
- Fluviopupa vulavula Zielske & Haase, 2014
- Fluviopupa walterlinii Haase, Fontaine & Gargominy, 2010